# Kristīne Odriņa
Kristīne Odriņa-Urbova (25 de septiembre de 1977) es una deportista letona que compitió en lucha libre. Ganó una medalla de plata en el Campeonato Europeo de Lucha de 2006, en la categoría de 67 kg.

## Palmarés internacional
| Campeonato Europeo | Campeonato Europeo | Campeonato Europeo | Campeonato Europeo |
| Año                | Lugar              | Medalla            | Categoría          |
| ------------------ | ------------------ | ------------------ | ------------------ |
| 2006               | Moscú (Rusia)      | Medalla de plata   | 67 kg              |